# Bay (Laguna)
Bay ist eine philippinische Stadtgemeinde in der Provinz Laguna.

## Geschichte
Bay ist einer der ältesten Orte in der Provinz Laguna und war von 1581 bis 1863, damals noch unter dem Namen Baé, deren erste Hauptstadt. Baé wird bereits in historischen chinesischen Aufzeichnungen aus dem Jahr 971 unter der Bezeichnung „Ma'I“ genannt und ist damit der erste Ort auf den Philippinen, der in ausländischen Schriften Erwähnung findet. Bevor der Ort von den Spaniern erobert wurde, war er von Siedlern bevölkert, die von Datu Gat Pangil angeführt wurden.
Die Region um Baé war in der vor-spanischen Ära eines der drei bedeutendsten Handelszentren der Philippinen, neben der nahe gelegenen Region um den Lake Taal sowie Butuan in Mindanao. Baé war dabei nicht nur Namensgeber für den angrenzenden größten Binnensee der Philippinen Lawa ng Baé, später von den Spaniern Laguna de Baé genannt und heute als Laguna de Bay bekannt. Die gesamte Region war unter dem Namen bekannt und ausländische Händler kamen gerne zu den Thermalquellen von Mainit, in der heutigen Gemeinde Los Baños gelegen. Bays ursprüngliches Territorium schloss die Gebiete der heutigen Nachbargemeinden Los Baños und Calauan mit ein.

## Baranggays
Bay ist politisch unterteilt in 15 Baranggays.
- Bitin
- Calo
- Dila
- Maitim
- Masaya
- Paciano Rizal
- Puypuy
- San Antonio
- San Isidro
- Santa Cruz
- Santo Domingo
- Tagumpay
- Tranca
- San Agustin (Pob.)
- San Nicolas (Pob.)